# 西卜林书
西卜林书（拉丁語：Libri Sibyllini）是古罗马神谕，以希腊语六音部格律写成，相传由罗马最后一任国王卢基乌斯·塔奎尼乌斯·苏培布斯从一位西卜林处购买，并时常在遇到危机时查阅。该书收藏在卡比托利欧山的朱庇特神庙，平时受到严密看管，严禁内容外泄。公元前83年，朱庇特神庙失火，西卜林书被烧毁，后元老院从各地收集重建，今只有少数片段存世。
注意此书并不等于西比拉神谕。